# Moreruela de los Infanzones (kommunhuvudort)
Moreruela de los Infanzones är en kommunhuvudort i Spanien.   Den ligger i provinsen Provincia de Zamora och regionen Kastilien och Leon, i den centrala delen av landet, 210 km nordväst om huvudstaden Madrid. Moreruela de los Infanzones ligger 671 meter över havet och antalet invånare är 420.
Terrängen runt Moreruela de los Infanzones är platt. Runt Moreruela de los Infanzones är det ganska glesbefolkat, med 26 invånare per kvadratkilometer. Närmaste större samhälle är Zamora, 14,2 km söder om Moreruela de los Infanzones. Trakten runt Moreruela de los Infanzones består till största delen av jordbruksmark.